# شهرستان پنگزه
شهرستان پنگزه (به لاتین: Pengze County) یک منطقهٔ مسکونی در چین است که در جیاجیانگ واقع شده‌است.